# Guilão
A província de Guilão (em persa: استان گیلان; em guiláqui: گیلان‌ ٚ اۊستان romaniz.: Gilān-e Ustān) é uma província do Irã sediada em Resht. Tem 14 042 quilômetros quadrados e de acordo com o censo de 2019, havia 2 562 000 residentes. Se divide em 16 condados.